# Dyḗus

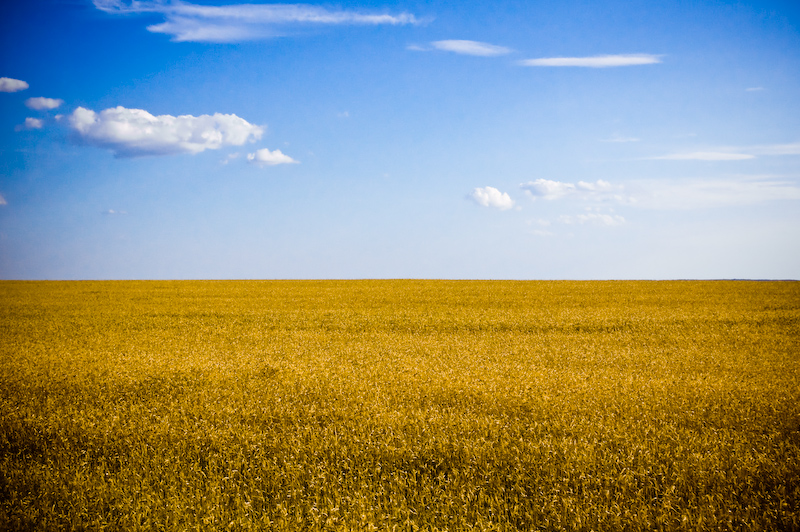
Niebo stepu środkowoazjatyckiego

*Dyḗus (dosł. „bóg jasnego nieba”), także *Dyḗus ph₂tḗr (dosł. „bóg-ojciec jasnego nieba”) – zrekonstruowane imię boga dziennego nieba w mitologii praindoeuropejskiej. *Dyēus był jasnym niebem dnia, wyobrażano go sobie jako boską istotę oraz jako siedzibę bogów, *deywṓs. Kojarzony z rozległym, dziennym niebem i żyznymi deszczami, *Dyēus był często łączony z *Dʰéǵʰōm, Matką Ziemią, w relacji jedności i kontrastu.
Tak jak inne zrekonstruowane bóstwa, *Dyēus nie ma potwierdzenia w źródłach pisanych czy archeologii, lecz został zrekonstruowany na podstawie tradycji występujących w kulturach indoeuropejskich, takich jak: wedyjska, irańska, rzymska, grecka, frygijska, messapijska, tracka, iliryjska, albańska, hetycka czy bałtyjska.

## Imię

### Etymologia
Boskie imię *Dyēus pochodzi od korzenia *dyeu-, oznaczającego „dzienne niebo” lub „jasność dnia” (w przeciwieństwie do ciemności nocy), ostatecznie wywodzącego się z rdzenia *di lub *dei- („świecić, być jasnym”). Wyrazy bliskoznaczne w językach indoeuropejskich znaczeniowo obracają się wokół koncepcji „dnia”, „nieba” i „bóstwa” a fakt, że dzielą wspólny rdzeń *dyeu sugeruje, że *Dyēus był postacią boską związaną z jasnym, dziennym niebem.
Rdzeń *deynos („dzień”), interpretowany jako derywacja wsteczna rdzenia *deywós, ma pokrewne wyrazy bliskoznaczne w sanskrycie wedyjskim: divé-dive („dzień po dniu”), łacinie diēs („dzień”) oraz Dies (bogini, uosobienie dnia, odpowiedniczka greckiej Hemery), hetyckim siwat („dzień”), palajskim Tiyat- („Słońce, dzień”), starogreckim endios („południe”), staroormiańskim tiw (տիւ, „jasny dzień”), staroirlandzkim noenden („okres dziewięciu dni”), walijskim heddyw („dziś, dzisiaj”), czy w słowiańskim Południca.
Grecka bogini Pandeia lub Pandia (Πανδεία, Πανδία, „cała jasność”) mogła być innym imieniem dla bogini księżyca Selene, lecz jej imię nadal zachowuje rdzeń *di-/*dei- „świecić, być jasnym”.

### Epitety
Najczęstszym epitetem określającym *Dyēus'a jest „ojciec” (*ph₂tḗr). Określenie „Ojciec Dyēus” zachowało się w wedyjskim Dyáuṣ Pitṛ́, greckim Zeus Patēr, illiryjskim Dei-pátrous, łacińskim Jupiter (*Djous patēr), nawet w postaci „tato, tata” w scytyjskim Papaios dla Zeusa, lub palajskim wyrażeniu Tiyaz papaz. Epitet *Ph₂tḗr Ǵenh₁-tōr („Ojciec Rodzic”) jest również poświadczony w wedyjskiej, irańskiej, greckiej i prawdopodobnie rzymskiej tradycji.

## Rola
*Dyēus był Niebiem lub Dniem uważanym też za boską istotę, siedzibą bogów – Niebiosami. Jako brama do bóstw i ojciec zarówno Boskich Bliźniąt, jak i bogini świtu (*H₂éwsōs), *Dyēus był czołowym bóstwem w panteonie praindoeuropejskim, prawdopodobnie nie był jednak ich władcą ani posiadaczem najwyższej władzy, jak Zeus i Jowisz.
Oprócz tego, że *Dyēus związany był z jasnym i rozległym niebem, związany był także z pochmurną pogodą, co poświadczone jest w wedyjskich i greckich formułach deszcz *Dyēus'a. Mimo że kilku kontynuatorów *Dyēusa to bóstwa gromowładne, takie jak Zeus i Jowisz, uważa się, że jest to późny rozwój wyłączny dla tradycji śródziemnomorskich, prawdopodobnie wywodzący się z synkretyzmu z bóstwami Kananejczyków i praindoeuropejskiego boga *Perkwunos'a.
Ze względu na swoją niebiańską naturę, *Dyēus jest często opisywany jako „wszechwidzący” lub „z szeroką wizją” w mitach indoeuropejskich. Jednak jest mało prawdopodobne, że był on odpowiedzialny za nadzór nad sprawiedliwością i prawością, jak to było w przypadku Zeusa lub Indyjsko-Irańskiego duetu Mitra-Waruna, ale mógł uczestniczyć jako świadek przysięgi i traktatów. Praindouropejczycy wizualizowali również słońce jako „lampę *Dyēus'a” lub „oko *Dyēus'a”, widziane w różnych tradycjach: „lampa boga” w Medes Eurypidesa, „niebiańska świeca” w Beowulf, „ziemia pochodni Hattiego” (bogini słońca miasta Arinna) w modlitwie hetyckiej, Helios jako oko Zeusa, Hwar-khszaeta jako oko Ahura Mazdy, i słońce jako „oko Boże” w rumuńskim folklorze.

## Małżonka
*Dyēus jest często łączony z *Dʰéǵʰōm, boginią Ziemi i opisywany jako jednoczący się z nią w celu zapewnienia wzrostu i utrzymania życia na Ziemi; Ziemia zachodzi w ciążę, gdy deszcz pada z nieba. Kontrastem jest również relacja między Ojcem Niebem (*Dyēus Ph₂tḗr) a Matką Ziemią (*Dʰéǵʰōm Méhₐtēr): ta ostatnia jest przedstawiona jako rozległe i ciemne miejsce zamieszkania śmiertelników, położone poniżej jasnej siedziby bogów. Według Jacksona, jako że bóg gromowładny często kojarzy się z zapładniającymi deszczami, *Dʰéǵʰōm może być bardziej odpowiednim partnerem *Perkwunos'a niż *Dyēus'a.
Podczas gdy *H₂éwsōs i Boskie Bliźnięta są ogólnie uważane za potomstwo samego *Dyēusa, niektórzy uczeni zaproponowali, aby małżonkę boga zrekonstruować jako *Diwōnā lub *Diuōneh₂, z Dione, żoną Zeusa, jako prawdopodobną kontynuatorką. To echo tematyczne pojawiać się może także w tradycji wedyjskiej, gdzie żona Indry, Indrani, wykazuje podobny zazdrosny i kłótliwy charakter pod wpływem prowokacji. Inną kontynuatorką może być Dia, śmiertelniczka, która zjednoczyła się z Zeusem w jednym z mitów. Historia ta kończy się stworzeniem centaurów ze związku męża Dia, Iksjona, z Herą, żoną Zeusa. Inne imię żeńskie wywodzące się od *Dyeus'a można znaleźć w mykeńskiej Diwii, poświadczonej w drugiej połowie drugiego tysiąclecia p.n.e. i która prawdopodobnie przetrwała w pamfilskim dialekcie Azji Mniejszej. Rekonstrukcja opiera się jednak tylko na tradycji greckiej – i w mniejszym stopniu na tradycji wedyckiej – i dlatego nie jest pewna.
Mallory i Adams uważają, że mimo iż żeńskie boginie (Hera, Juno, Frigg, Śakti) mają wspólny związek z małżeństwem i płodnością, to „funkcje te są zbyt ogólne, by można było założyć, że istniała odrębna praindoeuropejska bogini-żona, a wiele z tych żon stanowi prawdopodobnie asymilację wcześniejszych bogiń, które mogły nie mieć nic wspólnego z małżeństwem”.

## Świadectwa

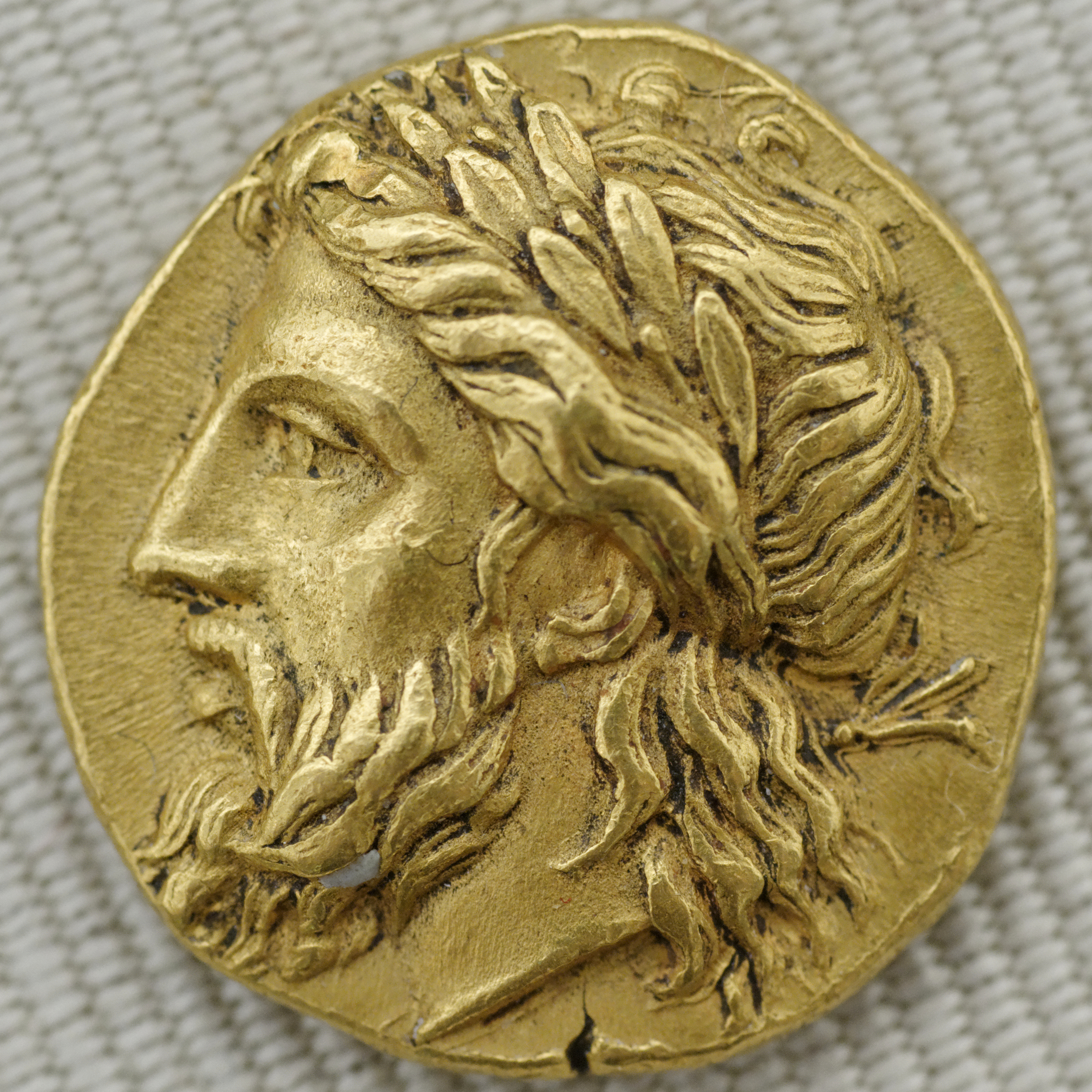
Głowa Zeusa w wieńcu laurowym, 360–340 r. p.n.e.

### Bezpośrednio od „bóg”
- PIE: *dyēus – „bóg jasnego nieba”[2][3]
  - Indoirański: *dyaus[33]
    - Sanskryt: Dyáuṣ (द्यौष्) – bóg Nieba, dyú (द्यु) – ogólne słowo oznaczające „niebo, raj”[1][4]
    - Staroawestyjski: dyaoš (𐬛𐬫𐬀𐬊𐬱) – „niebo, raj”, wspomniane w jednym wersie Awesty[34]
      - Młodoawestyjski: diiaoš – „piekło”, jako efekt reformy Zaratusztriańskiej[35][33]

  - Greka mykeńska: di-we (𐀇𐀸 /diwei/) – celownik słabo poświadczonego słowa[36]
    - Sylabariusz cypryjski: ti-wo, interpretowane jako odnoszące się do Zeusa i możliwego dopełniacza Diwoi[37][38][39][40]
      - Starogrecki: Zeus (Ζεύς) – bóg Nieba[4], także dialekty eolskie, Korynt, Rodos: Deús (Δεύς)[36][41]

  - Italski: *djous (dious)[35]
    - Wczesny łaciński: Dioue lub loue[41]
      - Łaciński: Jove (Iove) – bóg Nieba[4][35], Diūs (Fidius) – bóg dębów[42]

    - Oskijski: Diúvei (Διουϝει), dopełniacz liczby pojedynczej[35][43][44]
    - Umbryjski: Di lub Dei (Grabouie/Graboue), poświadczone na tablicach iguwińskich[45]
    - Pelignijski: Ioviois (Pvclois) i Ioveis (Pvcles) – interpretowane jako kalka greckiego teonimu Diós-kouroi[46][47]

  - Anatolijski: *diéu-, *diu- – „bóg”[48]
    - Hetycki: šīuš (𒅆𒍑) – „bóg” lub Bóg-Słońce[49]
    - Palajski: tiuna – „boski”, „bóg”[49][50]
    - Lidyjski: ciw- – „bóg”[49]

  - Illiryjski: dei- lub -dí – „niebo” lub „Bóg”, jak Dei-pátrous – Ojciec Niebo[1]
  - (Pra)mesapijski: *dyēs[51]
    - Mesapijski: Zis lub Dis – bóg nieba[52]

  - Albański: Zojz – bóg nieba i błyskawicy[53][54], Perën-di – gromowładny bóg nieba (przyrostek -di dodany do per-en-, które podchodzi od *perkwunos'a)[55][56][57]
  - Tracki: Zi-, Diu-, lub Dias- (w nazwach własnych)[52]
  - Frygijski: Tiy-[52][58]
  - Lidyjski: Lefs lub Lévs – lidyjski Zeus[59][60]
  - Bitynia: Tiyes i anatolijskie miasto Tium (Τιεῖον)[61]

### Epitet „Ojciec Niebo”

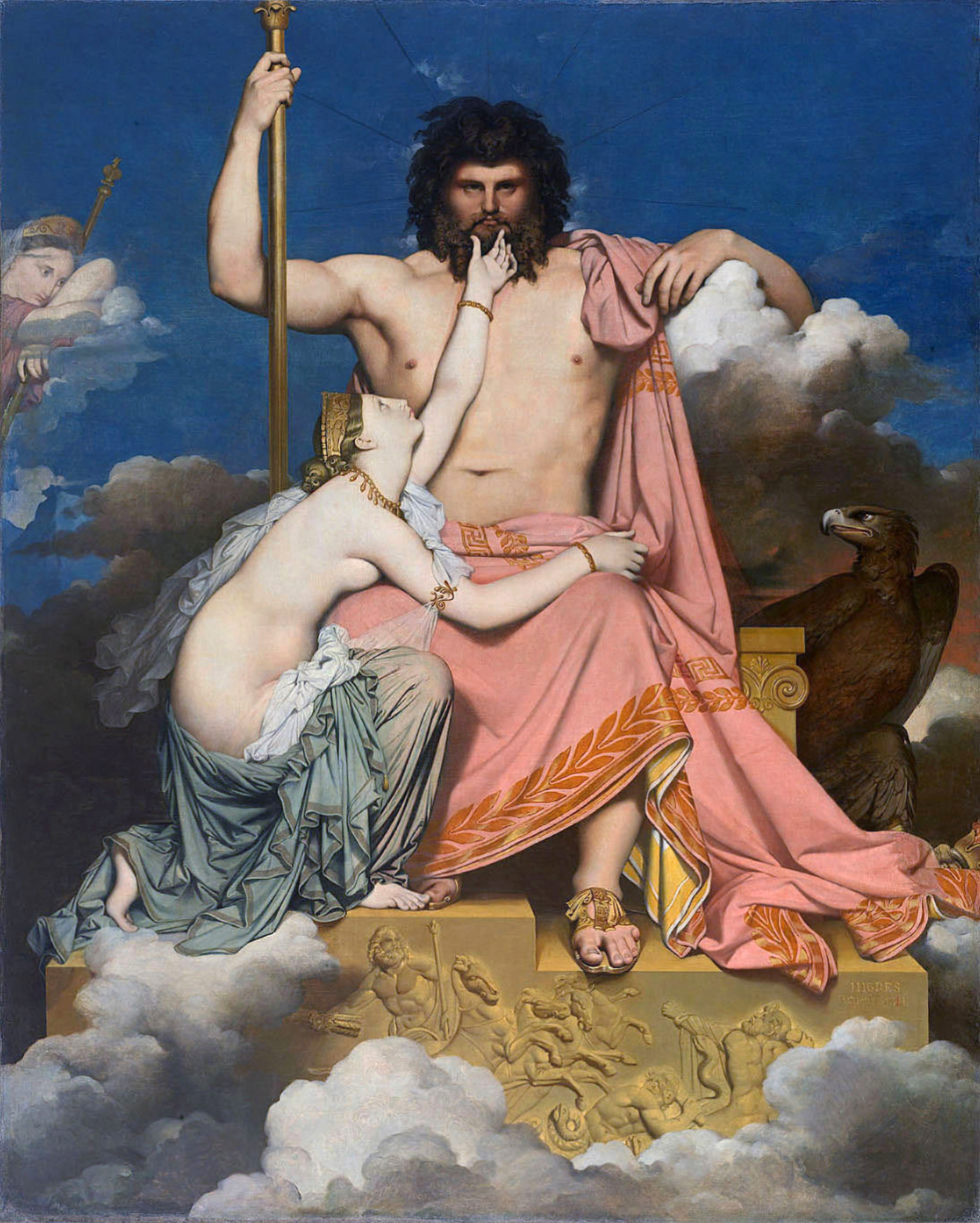
Rzymski bóg Jowisz (Iovis-pater), 1811.

- PIE: *Dyēus Ph₂ter – „Ojciec Niebo”[2][3]
  - Grecki: Zeus Pater (Ζεῦ πάτερ)[4]
  - Sanskryt: Dyáuṣ-pitṛ́ (द्यौष्पितृ)[4]
  - Italski: *Djous-patēr[35]
    - Łaciński: Jupiter (Iūpiter)[4][1] oraz archaiczne formy Diespiter i Iovispater[62]
    - Oskijski: Dípatír, umbryjski: Iupater (lub Iuve patre)[35], południowopiceński: (Toutiks) dipater[63]

  - Illiryjski: Dei-pátrous, spisany przez Hezychiusza jako Δειπάτυροϛ (Deipáturos) – bóg czczony w Tymfaji[1][4]

W niektórych tradycjach zastąpiono epitet *ph₂ter słowem dziecięcym tata, tatuś:
- Luwijski: Tātis tiwaz – „Tata Tiwaz”, bóg słońca[64]
- Palajski: Tiyaz papaz – „Tata Tiyaz”, bóg słońca[11]
- Scytyjski: Papaios (Papa Zios) – „Ojciec Zeus”, bóg Nieba[11]
- Staroirlandzki: in Dagdae Oll-athair – „Wielki Ojciec Dagda” (z praceltyckiego określenia *sindos dago-dēwos ollo fātir „Wielki Ojciec Dobry Bóg”)[65][66]

Ślady w innych tradycjach są mniej pewne:
- Hetycki: attas Isanus – „Ojciec Bóg-słońce”, imię boga nieba zostało zastąpione bogiem słońca zapożyczonego od Hatytów, ale oryginalna struktura formuły pozostała nienaruszona[14]
- Łotewski: Debess tēvs – „Ojciec Nieba”[2]
- Staronodyjski: Óðinn Alföðr – „Odyn Wszechojciec” lub „Odyn Ojciec Wszystkich”[67][68]
- Rosyjski: Stribog (Стрибог) – „Bóg Ojciec”[2]
- Albański: Zot – „Pan” lub „Bóg”, epitet Zojza, Boga Nieba (na ogół uważa się, że pochodzi z praalbańskiego *dźie̅ů a(t)t- „niebiański ojciec”[57][69][70][71], jednakże zaproponowano też rekonstrukcję *w(i)tš- pati- „pan domu”)[72][73]

### Od „Niebiański”

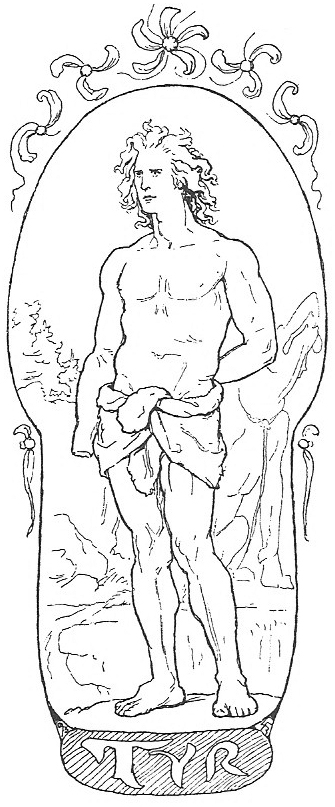
Germański bóg Týr, 1895.

- PIE: *deywós (dosł. „istota, postać z nieba”, mn *deywṓs; pochodna od *dyēus) – „niebiański” → „bóg”[4][50][74]
  - Indoirański: *daivá (daiua) – „bóg”[75][33]
    - Sanskrycki: devá (देव) – „niebiański, boski, wszystko co najlepsze”[4][50] oraz żeński odpowiednik devi, „bogini”
    - Awestyjski: daēva (𐬛𐬀𐬉𐬎𐬎𐬀, daēuua) – określenie na demony w zaratusztrianizmie, jako efekt reformy[4][50]
      - Staroperski: daiva – „fałszywi bogowie, demony”[41]

  - Bałtosłowiański: *deiwas[76]
    - Bałtyjski: *deivas[77]
      - Litewski: Diēvas (starolitewski deivas)[41], staropruski: Deywis (lub Dìews), łotewski: Dievs – najwyższy bóg nieba[77][50][2], bałtyjski Dievaitis („Mały Bóg” lub „Książę”)[78] – imię używane w odniesieniu do boga piorunów Perkunasa[78], lub do boga księżyca Menessa[79][80]

  - Germański: *tīwaz (mn *tīwōz) – słowo „bóg”, szczególnie związane z germańskim bogiem, którego imię zostało zastąpione przez tytuł „Bóg”, *Tīwaz[81][82]
    - Staronordyjski: Týr – bóg związany ze sprawiedliwością[83], liczba mnoga tívar przetrwała jako poetyckie słowo dla „bogów”, týr pojawia się w kenningach w stosunku do Odyna i Thora[84], np. imiona Odyna: Sigtýr („bóg zwycięstwa”), Gautatýr („bóg Gotów”), Fimbultýr („poteżny bóg”), Hertýr („bóg armii”)[85][86] 
    - Staroangielski: Tīw (lub Tīg), staro-wysoko-niemiecki: Zio (lub *Ziu) – „bóg”[81][87]
    - Gocki: *Teiws i runa ᛏ (Tyz)[88][83]
    - Ogólnogermańskie słowo na „wtorek”, np.: staronodyjskie Týs-dagr, staroangielskie Tīwes-dæg i staro-wysoko-niemieckie Zies-tag – kalka łacińskiego dies Martis[81][84] interpretowane jako pozostałość „nieba” i funkcji wojennych *Tīwaz'a przez G. Kroonena, chociaż M. L. West uważał to za mało prawdopodobne[81][82]

  - Italski: *deiwos – „bóg, bóstwo”[87]
    - Wczesny łaciński: deivos (deiuos) – „bogowie”[87][41]
      - Łaciński: deus – „bóg, bóstwo”[87][4][50], dea („bogini”)[87] – tytuł nadawany niektórym rzymskim boginiom: Dea Tacita, Bona Dea lub Dea Dia („Bogini światła dziennego” lub „Jasna bogini”)[89]
        - Łacina ludowa: Deus – Bóg w chrześcijaństwie w Vetus latina i Wulgacie[90]

    - Oskijski: deivas, wenetyjski: deivos – „bogowie”[87][50]
    - Wolskijski: deue Decluna, poświadczone inskrypcją z Velletri, prawdopodobnie z III wieku p.n.e.[91][92]

  - Celtycki: *dēwos – „bóg, bóstwo”[93][94], *dago-dēwos – „dobry bóg”, stare imię Dagdi[66][65]
    - Celtyberyjski: teiuo – „bóg”[93][94]
    - Galijski: dēuos – „bóg”[93][94]
      - Galijski: Dewona (/deuona/) lub Diwona (/diuona/) – bóstwo świętych źródeł wód i rzek, których nazwa oznacza „Boskie”[95]

    - Starowalijski: Dubr Duiu („Woda Boskości”)[96], walijski Dyfrdwy (rzeka Dee, Walia)[97]. Deva, diva („boginia”) często występuje w celtyckich nazwach rzek w Europie zachodniej[95][98][99], np. szkocka Dēoúa (dzisiejsze Dee, Galloway)[95], Dēouana (Δηουανα; dzisiejsze Don, Aberdeenshire)[100][101]
    - Staroirlandzki: día – „bóg”[94][50]; An Dag-da – „bóg-druid mądrości”[66][65]
      - Irlandzki: Dhe – „Bóg”, poświadczone we współczesnej modlitwie Sùil Dhé mhóir („Oko wielkiego Boga”, w odniesieniu do słońca), zachowanej w Carmina Gadelica[102][103]

  - Mesapijski: deiva, dīva – „bogini”[50][51]
  - Frygijski: devos[50]

Ślady w innych tradycjach są mniej pewne:
- Słowiański: *diva (> *dîvo) – być może słowo oznaczające „dobre bóstwo”, które stopniowo przybierało znaczenie „cud”, stąd „zła istota”[104][105][106]
  - Starosłowiański: divo, staropolski: dziwo, rosyjski: dívo, serbochorwacki: dîvo – „cud, cuda”[107]
  - Starosłowiański: divŭ – „demon”, języki południowosłowiańskie: div – „gigant, demoniczna istota”, polski: dziwożona, czeski: divo-žena – „wiedźma”, słowacki: divo, „potwór”[108][50][107], jednakże zaproponowano też prasłowiański rdzeń *divŭ(jĭ) („dziki”)[106]
- Luzytański: Reo – nieznane bóstwo[109]
  - Luzytański: Deiba i Deibo, poświadczone w inskrypcjach wotywnych ołtarzy[110]; rozumiane jako „lokalna” lub „rdzenna” wymowa Deae i Deo[111]

Inne pokrewne wywodzące się od słowa *diwyós (*dyeu „niebo” + yós, przyrostek tematyczny) są poświadczone w następujących tradycjach:
- PIE: *diwyós – „boskie, niebiańskie”[4][113]
  - Greka mykeńska: di-wi-jo (/diwjos/), di-wi-ja (/diwja/)[50][114]
    - Grecki: dîos (δῖος) – „należący do nieba, bogopodobny”, także „należący do Zeusa” w tragediach[114][112]
    - Grecki: Día (Δῖα < *Díw-ya) – bogini czczona w czasach klasycznych w Fliuncie i Sykionie i prawdopodobnie identyfikowana z Hebe, podczaszym bogów[115]

  - Sanskrycki: divyá – „niebiański”[114][112]
  - Awestyjski: daeuuiia – „diabelski, diaboliczny”[41]
  - Łaciński: dīus, „boski”[114]
    - Łaciński: Diāna (ze starszego Dīāna) – bogini księżyca i wsi[116][117]
    - Łaciński: Dīs Pater, z dīves („bogaty”), prawdopodobnie z dīus przez pośrednią formę *deiu-(o/e)t- („który jest jak bogowie, chroniony przez bogów”)[118]

## Wpływy
W miarę ewolucji panteonów poszczególnych mitologii związanych z religią praindoeuropejską, atrybuty *Dyēus'a zdają się być redystrybuowane do innych bóstw. W mitologii greckiej i rzymskiej, *Dyēus był głównym bogiem, podczas gdy etymologiczny kontynuator *Dyēus'a w mitologii wedyjskiej stał się bogiem bardzo abstrakcyjnym, a jego pierwotna wyeksponowana pozycja nad innymi bóstwami w dużej mierze osłabła.
W pewnym momencie Prasłowianie, podobnie jak niektóre ludy irańskie po reformie zaratusztriańskiej, zdemonizowały słowiańskiego kontynuatora *Dyēus'a (porzucając jednocześnie to słowo w znaczeniu „niebo” (zachowując jednak słowo dzień) oraz porzucając imiona innych bogów praindoeuropejskich, zastępując je nowymi imionami słowiańskimi lub irańskimi), jednocześnie nie zastępując go żadnym innym konkretnym bogiem, co nastąpiło w wyniku kontaktów kulturowych z ludami irańskimi w pierwszym tysiącleciu p.n.e. *Dyēus po demonizacji przez Słowian może mieć dwie kontynuacje: *divo („rzecz dziwna” → „cud”) i *divъ („demon”). Efektem tej demonizacji mogą być ogólnosłowiańskie demony np. dziwożona, czy dziw (diw) występujący w Słowie o wyprawie Igora. Według niektórych badaczy przynajmniej część cech *Dyēus'a mógł przejąć Swaróg (Urbańczyk: Słońce Dadźbóg – ogień niebiański, Swarożyc – ogień ziemski, Swaróg – niebo, błyskawica). Helmold wspomina, że Słowianie mieli też wierzyć w boga w niebie, który zajmuje się tylko sprawami niebiańskimi i rozkazuje innym bogom.

## W tradycjach nieindoeuropejskich
*deiwós zostało zapożyczone do różnych nieindoeuropejskich języków, np. estoński taevas lub fiński taivas, oba znaczące „niebo”, zapożyczone z języków bałtyjskich. W mitologii tureckiej Tengri przedstawiany jest jako Ojciec Niebieski, a Mircea Eliade zauważa, że „morfologicznie i w ogólnym zarysie, religia indoeuropejska przypomina religię turko-tatarską – prymat Boga Niebieskiego, nieobecność lub niewielkie znaczenie bogiń, kult ognia itd.”.